# Ljungnervmossa
Ljungnervmossa (Campylopus pyriformis) är en bladmossart som beskrevs av Bridel 1826. Ljungnervmossa ingår i släktet nervmossor, och familjen Dicranaceae. Arten är reproducerande i Sverige. Inga underarter finns listade i Catalogue of Life.